# Студено пресован сок
Студено пресованият сок е плодов или зеленчуков сок, извлечен чрез студено пресоване – изстискване чрез натиск без нагряване. Този метод е особено полезен, защото запазва максимално полезните вещества и тяхната дълготрайност.

## История
Първите сокове пуснати на принципа на студеното пресоване се появяват от „Liquiteria“ през 1996 г. Студено пресованите сокове добиват популярност в края на 2000 г. като „соково пречистване“ (диета с прием само на плодови и зеленчукови сокове), благодарение на Холивуд и в частност Гуинет Полтроу и Ким Кардашян. Внезапното увеличение на популярността им води през 2013 г. до оценки на индустрията между $1,6 милиарда и $3,4 милиарда.

## Принцип
Производството на студено пресован сок преминава през 2 етапа:
1. Смилане на плодовете и зеленчуците в каша.
2. Изстискване на водата от целулозата посредством хидравлична преса.

Машините за студено пресоване обработват продуктите по-бавно, като технологията не позволява интензивно влизане на въздух при процеса на обработка и по този начин окисляването на сока се забавя значително. По това се различават от бързо-оборотните машини, които се загряват, унищожават топлинно голяма част от ензимите и разграждат витамините в плодовете и зеленчуците. Високатата скорост на ножовете при блендирането или нарязването и изцеждането вкарва въздух, което окислява и разваля значително по-бързо сока.

## Приложение
Студеното пресоване е принцип на добиване на зеленчукови и плодови сокове, както и масла от други растителни култури (лен, коноп, бял трън, арган, какао, рицин и др.). Така се добива и качествения зехтин, слънчогледовото олио и др.

## Ползи от студеното пресоване
Преимущества на студеното пресоване пред алтернативни методи за сокоизвличане:
- Запазва максимално концентрацията на полезни вещества (витамини, минерали, ензими и хранителни вещества).
- Позволява запазване на хранителните вещества и качеството на сока до 4 дена от изстискването, без пастьоризиране и добавки, при съхранение между 0 и 4 °C.
- Запазва аромата, вкуса и цвета на ползваните плодове и зеленчуци.
- Облекчава алергии и подсилва имунитета и засилва метаболизма.
- Прясно изцедения сок по този метод оптимално подпомага храносмилането. Консумирането на сок преди или между храненията позволява на тялото по-лесно да усети и да се повлияе от хранителните вещества приети с храненето.
- Извлича концентрирано количество хранителни вещества, които е трудно да се приемат само с изяждането им.
- Прясно изцедените сокове по този метод са в максимално удобна за абсорбация форма, което позволява най-ефективното и бързо усвояване на полезни вещества, с минимални усилия от страна на храносмилателната система.

|                                 | Скорост на храносмилане и абсорбиране | Време за храносмилане и абсорбиране |
| ------------------------------- | ------------------------------------- | ----------------------------------- |
| Сурови плодове и зеленчуци      | 17%                                   | 210 минути                          |
| Сок получен от сурово пресоване | 65%                                   | 10 – 15 минути                      |

Няма достатъчно изследвания, които да определят дали студено пресованите сокове са по-здравословни в сравнение с пастьоризираните сокове. Соковете получени чрез студено пресовано могат да бъдат с високо съдържание на захар и с ниско съдържание на диетични фибри.